# エールステ・クラッセ
エールステ・クラッセ（オランダ語: Eerste Klasse, 英語: First Class）は、オランダで行われているサッカーのアマチュアリーグ。かつてはオランダのサッカーの最上位リーグ (全国決勝ラウンドに進むための各地域のリーグ)だった。フーフトクラッセに次ぐ国内第6のリーグであり、アマチュアリーグとしては2番目のリーグである。

## 概要
リーグは5つの土曜日組と、6つの日曜日組の11のグループに分かれており、それぞれのグループは14チームで構成されている。各グループのシーズン総合優勝チームがフーフトクラッセに昇格。また、シーズンは8節ごとの2つのピリオドに分けられ、ピリオドごとにピリオド・チャンピオンを決める。ピリオド・チャンピオンになり、さらにシーズン最終順位が9位以内のチームは昇格プレーオフへの出場権を得る。シーズン最終順位が11位と12位のチームは降格プレーオフに出場する。そして、最終順位が13位と14位のチームはトゥヴェーデ・クラッセに降格となる。

## グループ
| 地区  | 土曜日                | 日曜日                |
| ----- | --------------------- | --------------------- |
| 西 I  | エールステ・クラッセA | エールステ・クラッセA |
| 西 II | エールステ・クラッセB | エールステ・クラッセB |
| 南 I  | エールステ・クラッセC | エールステ・クラッセC |
| 南 II |                       | エールステ・クラッセD |
| 東    | エールステ・クラッセD | エールステ・クラッセE |
| 北    | エールステ・クラッセE | エールステ・クラッセF |